# Topoľa
Topoľa (ungarisch Kistopolya – bis 1907 Topolya, russinisch Тополя/Topolja) ist eine kleine Gemeinde im Okres Snina (Prešovský kraj) im äußersten Osten der Slowakei, mit 152 Einwohnern (Stand 31. Dezember 2024). Gemäß der Volkszählung 2001 (226 Einw.) lebten neben Slowaken (45,13 %) auch bedeutende russinische (41,59 %) und ukrainische (4,42 %) Minderheiten in Topoľa.

## Geographie

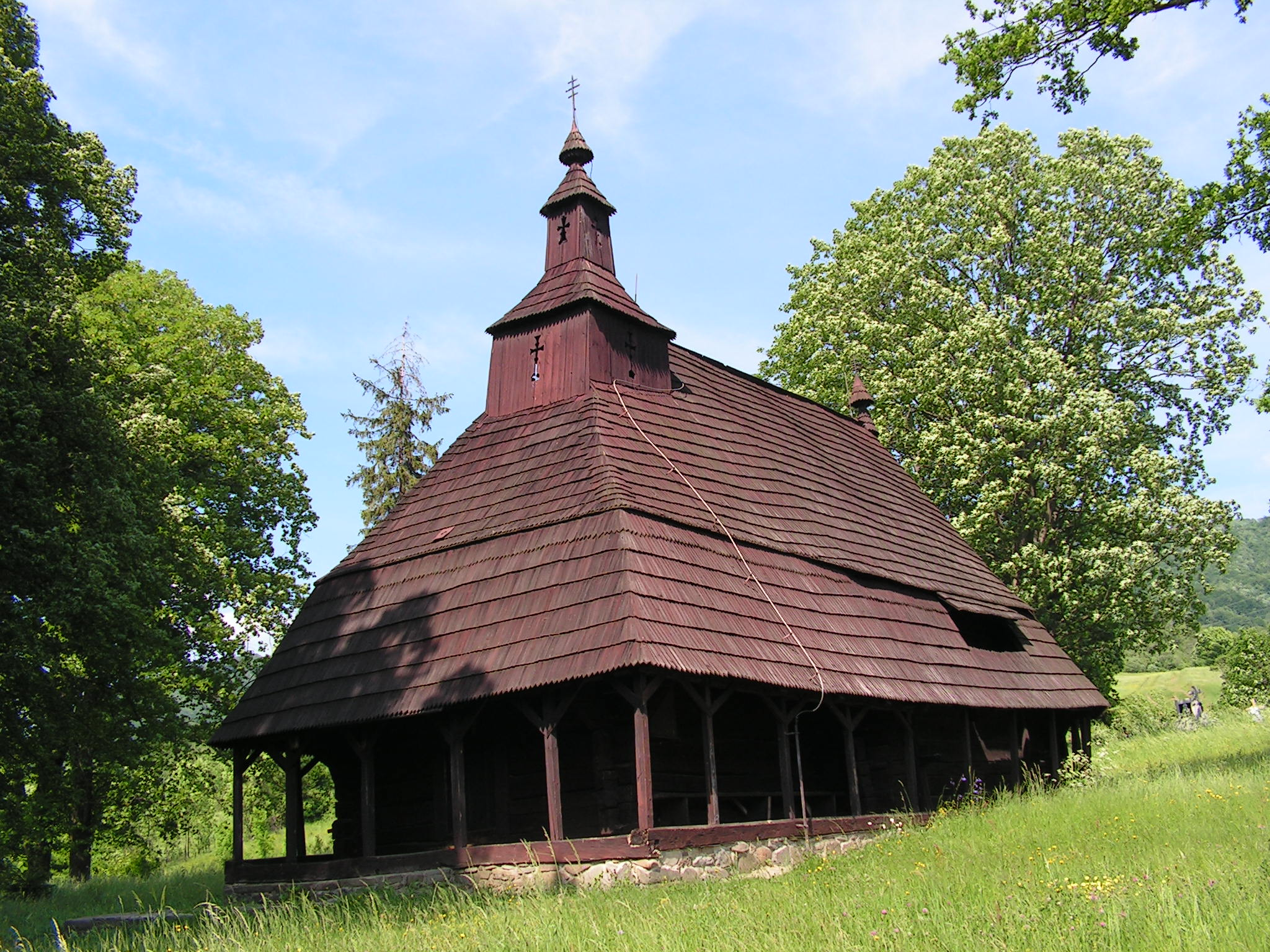
Holzkirche in Topoľa

Die Gemeinde liegt im Gebirge Bukovské vrchy am Bach Ulička, 22 Kilometer von Snina entfernt.

## Geschichte
Der Ort wurde gegen 1570 von einem Schultheiß mit seinen walachischen Siedler auf dem Gebiet des Herrschaftsguts von Humenné gegründet, das vom Geschlecht Drugeth beherrscht war. Die erste schriftliche Erwähnung stammt aus dem Jahr 1588. Die erste Holzkirche errichtete man im Jahre 1650. Nach dem Untergang im frühen 18. Jahrhundert entstand der Ort wieder nach 1720. 1828 hatte er 48 Häuser und 327 Einwohner.
Bis 1918 gehörte der Ort im Komitat Semplin zum Königreich Ungarn und kam danach zur Tschechoslowakei, bzw. heute Slowakei. Als Folge des Slowakisch-Ungarischen Krieges war er 1939–45 noch einmal Teil von Ungarn.

## Bevölkerung
| Jahr                | 1994 | 2004     | 2014     | 2024    |
| ------------------- | ---- | -------- | -------- | ------- |
| Anzahl der Personen | 252  | 197      | 154      | 152     |
| Unterschied         |      | −21,82 % | −21,82 % | −1,29 % |

| Jahr                | 2023 | 2024    |
| ------------------- | ---- | ------- |
| Anzahl der Personen | 159  | 152     |
| Unterschied         |      | −4,40 % |

## Sehenswürdigkeiten
- griechisch-katholische Holzkirche des Heiligen Erzengels Michael aus dem Jahr 1706, heute ein nationales Kulturdenkmal
- Holzglockenturm aus dem 20. Jahrhundert
- ein Soldaten- sowie ein jüdischer Friedhof
- Ziele im umliegenden Nationalpark Poloniny

## Persönlichkeiten
- Alexander Duchnovitsch (russinisch Александер Духнович, 1803–1865), Erwecker der Russinen